# Mark de Man
Mark de Man (nacido el 27 de abril de 1983) es un futbolista belga que actualmente juega en el Germinal Beerschot como mediocampista defensivo. Últimamente ha jugado en el Anderlecht y en la selección de Bélgica. En la temporada 2008/2009 fue transferido al Roda JC y luego volvió a Bélgica para jugar en el Germinal Beerschot.

## Selección nacional
En la temporada 2007-2008 jugó 5 partidos con la selección de fútbol de Bélgica.
- Datos: Q301858
- Multimedia: Mark De Man / Q301858